# Siebeneck
Das Siebeneck (auch Heptagon; von altgriechisch ἑπτάγωνος heptágōnos, deutsch ‚siebeneckig‘, gebildet aus ἑπτά heptá, deutsch ‚sieben‘, und γωνία gōnía, deutsch ‚Winkel, Ecke‘) ist eine geometrische Figur. Es gehört zur Gruppe der Vielecke (Polygone). Es ist definiert durch sieben Punkte. Sofern nichts anderes gesagt wird, ist von einem ebenen, regelmäßigen Siebeneck die Rede (siehe Bild), dessen sieben Seiten gleich lang sind und dessen sieben Eckpunkte auf einem gemeinsamen Umkreis liegen.
Das regelmäßige Siebeneck ist nach Carl Friedrich Gauß und Pierre-Laurent Wantzel kein konstruierbares Polygon, denn seine Seitenanzahl {\displaystyle n=7} ist kein Produkt einer Zweierpotenz mit paarweise voneinander verschiedenen Fermatschen Primzahlen.

## Mathematische Zusammenhänge

### Formel für Winkelberechnungen
Der Zentriwinkel oder Mittelpunktswinkel {\displaystyle \mu } wird von zwei benachbarten Umkreisradien {\displaystyle r} eingeschlossen. Nach einer allgemeinen Formel gilt:
{\displaystyle \mu ={\frac {360^{\circ }}{n}}={\frac {360^{\circ }}{7}}={\frac {2}{7}}\cdot 180^{\circ }=51{,}{\overline {428571}}^{\circ }}
Die Summe der Innenwinkel des Siebenecks beträgt stets 900° und ergibt sich aus einer allgemeinen Formel für Polygone, in der für die Variable {\displaystyle n} die Anzahl der Eckpunkte des Polygons eingesetzt werden muss (in diesem Fall: {\displaystyle n=7}):
{\displaystyle \sum \alpha =(n-2)\cdot 180^{\circ }=5\cdot 180^{\circ }=900^{\circ }}
Der Winkel, den zwei benachbarte Seitenkanten im ebenen, regelmäßigen Siebeneck miteinander einschließen, beträgt (wiederum nach einer allgemeinen Formel für regelmäßige Polygone):
{\displaystyle \alpha ={\frac {(n-2)}{n}}\cdot 180^{\circ }={\frac {5}{7}}\cdot 180^{\circ }=128{,}{\overline {571428}}^{\circ }}

### Formel für die Fläche A
Ein Siebeneck besitzt einen eindeutig bestimmbaren Flächeninhalt, welcher sich stets durch Zerlegen in Dreiecke berechnen lässt. Die Fläche des regelmäßigen Siebenecks beträgt das Siebenfache der Fläche eines jener Dreiecke, die von seinem Mittelpunkt und je zwei benachbarten Eckpunkten aufgespannt werden.
{\displaystyle A={\frac {7}{4}}\cdot s^{2}\cdot \tan {\frac {450^{\circ }}{7}}\approx 3{,}63391\cdot s^{2}}
oder mit dem Umkreisradius:
{\displaystyle A={\frac {7}{2}}\cdot r^{2}\cdot \sin {\frac {360^{\circ }}{7}}\approx 2{,}73641\cdot r^{2}}

### Formel für die Seitenlänge s
{\displaystyle s=2\cdot r\cdot \sin {\frac {180^{\circ }}{7}}=r\cdot {\frac {\sqrt {3}}{2}}\sec \left[{\frac {1}{3}}\arctan \left({\frac {\sqrt {3}}{9}}\right)\right]\approx r\cdot 0{,}867767478235}

## Näherungskonstruktionen
Wie bereits eingangs begründet kann das Siebeneck nicht allein mit Zirkel und Lineal exakt konstruiert werden. Für die Praxis gibt es einige ausreichend genaue Näherungskonstruktionen. Dabei geht es darum, eine Strecke zu erhalten, welche möglichst genau das 0,86776747823-Fache eines gegebenen Radius ist.

### Konstruktion nach Dürer

Konstruktion eines Siebenecks

Eine sehr einfache Näherungskonstruktion, auch bekannt aus Konstruktionen zu regelmäßigen Vielecken von Albrecht Dürer, ist in folgender Zeichnung dargestellt:
1. Vom Mittelpunkt des Umkreises zeichnet man eine Gerade, die den Umkreis im Punkt {\displaystyle X} schneidet.
2. Dann zeichnet man einen Kreis um {\displaystyle X}, der durch {\displaystyle M} verläuft und den Umkreis in den Punkten {\displaystyle A} und {\displaystyle Y} schneidet.
3. Die Gerade {\displaystyle AY} schneidet die Strecke {\displaystyle {\overline {MX}}} im Halbierungspunkt {\displaystyle H}.
4. Die rote Strecke {\displaystyle {\overline {AH}}} ist eine gute Näherung für die Seitenlänge des Siebenecks.
5. Die Eckpunkte {\displaystyle B} bis {\displaystyle G} erhält man durch Abschlagen der Strecke {\displaystyle {\overline {AH}}}.

Genau dieselbe Streckenlänge lässt sich folgendermaßen konstruieren:
1. Konstruiere das dem Umkreis einbeschriebene regelmäßige (gleichseitige) Dreieck.
2. Die Hälfte einer Dreiecksseite nimm als Näherung für die Seite des Siebenecks.

In dieser Form war sie bereits dem im 10. Jahrhundert in Bagdad wirkenden Gelehrten Abu l-Wafa bekannt.
Aus dem rechtwinkligen Dreieck AHM errechnet sich:
{\displaystyle {\overline {AH}}={\sqrt {{\overline {MA}}^{2}-{\overline {MH}}^{2}\;}}}
Mit
{\displaystyle {\overline {MA}}=r} ; {\displaystyle {\overline {MH}}={\tfrac {1}{2}}r} und {\displaystyle {\overline {AH}}:=s}
{\displaystyle s={\sqrt {r^{2}-\left({\tfrac {1}{2}}r\right)^{2}\;}}}
{\displaystyle s=r\cdot {\sqrt {1-\left({\tfrac {1}{2}}\right)^{2}\;}}}
{\displaystyle s=r\cdot {\tfrac {\sqrt {3}}{2}}\approx r\cdot 0{,}8660254}
Bei dieser Konstruktion beträgt der relative Fehler
{\displaystyle f={\frac {0{,}8660254-0{,}8677675}{0{,}8677675}}\approx -0{,}002}
Die mit dieser Konstruktion gewonnene Seitenlänge ist etwas zu kurz und beträgt 99,8 Prozent des wahren Wertes. Oder anders formuliert: Bei einem Umkreisradius von ungefähr 57,4 cm beträgt der Fehler in der Seitenlänge einen Millimeter.

### Mittels Koordinatensystem
Eine etwas aufwendigere, aber genauere Näherungskonstruktion ist in folgender Zeichnung dargestellt:

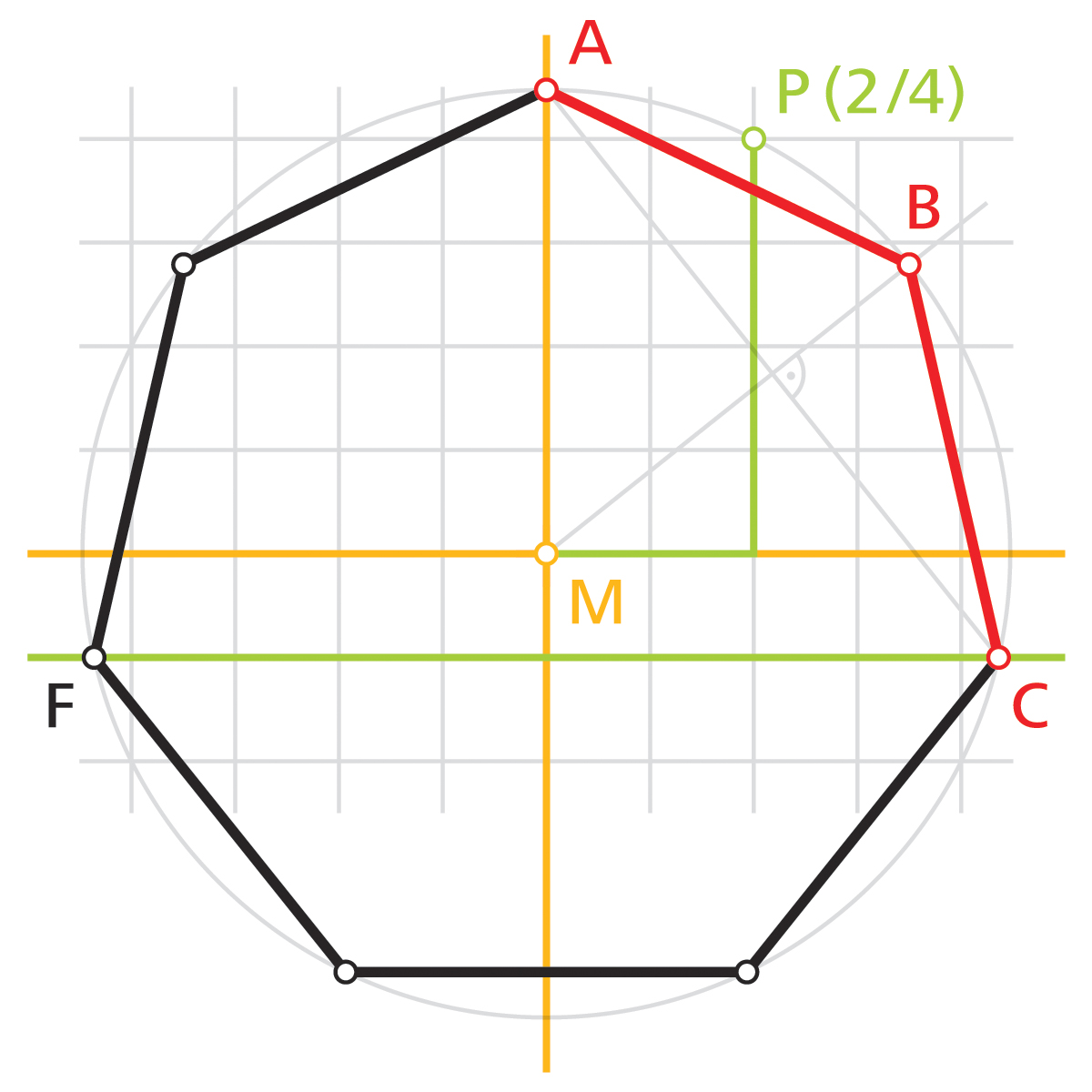
Alternative Konstruktion eines Siebenecks

1. In einem rechtwinkeligen Koordinatensystem zeichnet man einen Kreis, der seinen Mittelpunkt im Ursprung {\displaystyle (0/0)} hat und genau durch den Punkt {\displaystyle P} mit den Koordinaten {\displaystyle (2/4)} verläuft.
2. Der Schnittpunkt der positiven {\displaystyle y}-Achse mit der Kreislinie wird als Eckpunkt {\displaystyle A} des regelmäßigen Siebenecks festgelegt.
3. Die Gerade {\displaystyle y=-1} (grüne Linie) schneidet die Kreislinie in unmittelbarer Nähe der Eckpunkte {\displaystyle C} und {\displaystyle F}.
4. Wenn man die Streckensymmetrale der Strecke {\displaystyle AC} mit dem Kreis schneidet, erhält man eine Näherung für den Eckpunkt {\displaystyle B}.
5. Die rote Strecke {\displaystyle {\overline {AB}}} oder {\displaystyle {\overline {BC}}} ist eine sehr gute Näherung für die Seitenlänge des regelmäßigen Siebenecks.
6. Die Eckpunkte {\displaystyle D}, {\displaystyle E} und {\displaystyle G} erhält man durch Spiegelung oder Abschlagen der Seitenlänge am Umkreis.

Bezeichnet man den Umkreisradius mit {\displaystyle r}, den Abstand der {\displaystyle {\overline {FC}}} von {\displaystyle M} mit {\displaystyle h} und substituiert {\displaystyle q={\frac {h}{r}}}, so ergibt sich bei dieser Konstruktion:
(1) {\displaystyle {\overline {AB}}=r\cdot {\sqrt {2-{\sqrt {2}}\cdot {\sqrt {1-q}}}}},
und mit den Werten
(2) {\displaystyle r={\sqrt {20}};h=1;q={\frac {1}{\sqrt {20}}}}
ergibt sich:
(3) {\displaystyle {\overline {AB}}=r\cdot {\sqrt {2-{\sqrt {2}}\cdot {\sqrt {1-{\tfrac {1}{\sqrt {20}}}}}}}}
(4) {\displaystyle {\overline {AB}}=r\cdot {\sqrt {2-{\sqrt {2-{\tfrac {1}{\sqrt {5}}}}}}}}
(4a) {\displaystyle {\overline {AB}}\approx r\cdot 0{,}868269253}
Die mit dieser Konstruktion gewonnene Seitenlänge ist also etwas zu lang, der relative Fehler beträgt näherungsweise 0,00057821133, also 0,0578 Prozent. Oder anders formuliert: Bei einem Umkreisradius von ungefähr 199,3 cm beträgt der Fehler in der Seitenlänge einen Millimeter.

### Mittels des gegebenen Radius
Ein Nachteil der o. g. Konstruktion besteht darin, dass nicht von einem direkt gegebenen Radius ausgegangen wird. Will man vom Radius ausgehen, so besteht die Aufgabe darin, den zum gegebenen Radius gehörenden Abstand {\displaystyle d} zwischen der Gerade {\displaystyle {\overline {CF}}} und dem Mittelpunkt {\displaystyle M} (das ist die Längeneinheit der Konstruktion mit geg. Koordinatensystem) zu finden.
Herleitung des Abstands d

Zweite Näherungskonstruktion bei gegebenem Umkreisradius

Aus der Konstruktion mit Koordinatensystem und der Zeichnung kann man ablesen:
{\displaystyle {\overline {MN}}=d}
{\displaystyle {\overline {MZ'}}={\overline {MZ}}=2d}
{\displaystyle {\overline {ZP}}=2\cdot {\overline {MZ}}=4d}
Damit gilt
{\displaystyle {\frac {\overline {PZ}}{\overline {ZM}}}={\frac {4d}{2d}}=2}
Außerdem ist nach dem Satz des Pythagoras noch
{\displaystyle {\overline {MP}}=r={\sqrt {20}}\cdot d}
Im rechtwinkligen Dreieck MZP gilt nach dem Kathetensatz
{\displaystyle {\overline {ZP}}^{2}=r\cdot p} und {\displaystyle {\overline {MZ}}^{2}=r\cdot q}
Der Quotient ist gemäß obiger Darstellung
{\displaystyle {\frac {{\overline {ZP}}^{2}}{{\overline {MZ}}^{2}}}={\frac {p}{q}}}
und damit
{\displaystyle {\frac {p}{q}}=2^{2}=4}
wobei p und q die Hypotenusenabschnitte sind. Ihre Längen betragen 4/5 und 1/5 des Radius. Damit lässt sich der Punkt Z konstruieren und somit der Abstand d festlegen.
Konstruktion
- Konstruiere über dem Radius {\displaystyle r={\overline {MP}}} einen Thaleskreis.
- Errichte im Abstand von {\displaystyle {\frac {1}{5}}r} von M das Lot. Der so gewonnene Punkt auf dem Thaleskreis ist der Punkt Z des rechtwinkligen Dreiecks MZP (entspricht Punkt (2/0) bei der Konstruktion mit Koordinatensystem).
- Konstruiere durch M die Parallele zur längeren Kathete {\displaystyle {\overline {ZP}}}. Der Schnittpunkt mit dem Umkreis ist der Punkt A.
- Trage die Strecke  {\displaystyle {\overline {MZ}}} auf die Gerade AM  von M aus in die Gegenrichtung ab, es ergibt den Schnittpunkt Z' (Z', entspricht Punkt (0/-2) bei der Konstruktion mit Koordinatensystem).
- Den Abstand d = {\displaystyle {\overline {MN}}} erhält man durch Halbieren der Strecke {\displaystyle {\overline {MZ'}}}
- Konstruiere die Gerade senkrecht zu {\displaystyle {\overline {AZ'}}} durch N. die Schnittpunkte mit dem Umkreis sind die Punkte C und F
- Der Rest folgt wie bei der Konstruktion mit Koordinatensystem.

Die mit dieser Konstruktion gewonnene Seitenlänge sowie der relative Fehler entsprechen der Konstruktion mit Koordinatensystem. Es gilt deshalb auch: Bei einem Umkreisradius von ungefähr 199,3 cm beträgt der Fehler in der Seitenlänge einen Millimeter.

## Exakte Konstruktionen

### Mittels Dreiteilung eines Winkels

Konstruktion mit Tomahawk (rot)

Nimmt man zu den klassischen (euklidischen) Werkzeugen Zirkel und Lineal noch ein Extrawerkzeug zur Dreiteilung des Winkels, wie z. B. einen Tomahawk, so kann das Siebeneck jedoch exakt – ähnlich dem Dreizehneck – konstruiert werden.

#### Bei gegebenem Umkreis
- Ziehe einen Kreis – den späteren Umkreis des Siebenecks – um einen Mittelpunkt (O) auf einer Grundlinie (AZ). Einer der Schnittpunkte mit dem Kreis ist der erste Eckpunkt (A) des späteren Siebenecks.
- Halbiere die beiden Radien des ersten Durchmessers (Punkte Q und R)
- Errichte auf der so erhaltenen Strecke zwei gleichseitige Dreiecke mit der Seitenlänge gleich dem Kreisradius. (Man erhält Punkte K und L).
- Trage auf der Grundlinie (AZ) vom Mittelpunkt aus 1/6 des Radius in die dem auf der Grundlinie liegenden Eckpunkt entgegengesetzte Richtung ab (Punkt P).
- Zeichne um den so erhaltenen Punkt einen Hilfskreis durch die beiden nicht auf der Grundlinie liegenden Ecken der gleichseitigen Dreiecke.
- Zeichne in diesen Kreis die beiden Radien zu diesen beiden Punkten ein.
- Teile den von diesen Radien gebildeten Winkel unter Verwendung des Extrawerkzeugs in drei Teile (z. B. Tomahawk, in der Zeichnung rot dargestellt) und zeichne die so gewonnenen Geraden ein. Sie schneiden den Hilfskreis in zwei weiteren Punkten (Punkte S und T).
- Die Gerade durch diese Punkte – sie liegt senkrecht zur Grundlinie – schneidet den Umkreis des Siebenecks an den zum ersten Eckpunkt (A) benachbarten Ecken des Siebenecks (Punkte B und G).
- Ergänze die noch fehlenden Ecken durch Abtragen der Seiten.

### Mithilfe eines markierten Lineals
Konstruktionen mithilfe einer sogenannten Einschiebung (Neusis), z. B. mit Zirkel und einem markierten Lineal auf dem eine spezielle Markierung als zusätzliche Hilfe aufgebracht ist, auch als Neusis-Konstruktion bezeichnet, wurden bereits von Archimedes z. B. zur Dreiteilung des Winkels und von Abu l-Wafa in der Blütezeit des Islam angewandt.
David Johnson Leisk, meist bekannt als Crockett Johnson, veröffentlichte 1975 eine im englischen Sprachgebrauch bezeichnete Neusis construction eines Siebenecks (Heptagon), bei dem die Seitenlänge gegeben ist. Hierfür verwendete er einen Zirkel und ein Lineal, auf dem eine Markierung bezüglich der Seitenlänge AB angebracht war.

#### Bei gegebener Seitenlänge
Siehe hierzu Bild 1 und 2.
- Errichte senkrecht zur Seitenlänge AB im Punkt A die Strecke AI, sie ist gleich lang wie die Seitenlänge AB.
- Verbinde den Punkt B mit I, z. B. bei einer Seitenlänge AB = 1 hat die Diagonale den Wert {\displaystyle {\sqrt {2}}}.
- Halbiere die Seitenlänge AB, es ergibt sich der Punkt H.
- Errichte eine Senkrechte auf die Seitenlänge AB im Punkt H.
- Ziehe den Kreisbogen a mit dem Radius BI um den Punkt B und durch den Punkt I.
- Setze das mit dem Punkt J markierte Lineal (Abstand Ecke Lineal bis Punkt J entspricht AB) so auf die Zeichnung, dass dessen Ecke auf der Mittelsenkrechten anliegt, die Markierung Punkt J auf dem Kreisbogen a aufliegt und die Kante des Lineals durch den Punkt A verläuft. Somit ergibt sich der Punkt E.
- Verbinde den Punkt A mit dem Punkt E, der dadurch entstandene Winkel AEH, mit {\displaystyle \theta } bezeichnet, entspricht einem Viertel des Kreiswinkels vom Siebeneck.
- Halbiere die Strecke AE, es ergibt sich der Punkt K.
- Errichte eine Senkrechte auf die Strecke AE durch den Punkt K, dabei ergibt sich der Punkt O.
- Ziehe um den Punkt O einen Kreis durch A, es ist der Umkreis des Siebenecks.
- Bestimme mit der Seitenlänge AB die restlichen fünf Eckpunkte des Siebenecks und verbinde abschließend die benachbarten Eckpunkte miteinander. Somit entsteht das regelmäßige Siebeneck ABCDEFG.

Bild 1: Reguläres Siebeneck mit gegebener Seitenlänge, Neusis-Konstruktion nach David Johnson Leisk (Crockett Johnson)

Bild 2: Reguläres Siebeneck mit gegebener Seitenlänge,
Neusis-Konstruktion als Animation mit 10 s Pause

Bild 3: Reguläres Siebeneck mit gegebenem Umkreis,
Neusis-Konstruktion mit zentrischer Streckung.

#### Bei gegebenem Umkreis
Ist der Umkreis des gesuchten Siebenecks mittels des Radius R – wie im Bild 3 gezeigt – vorgegeben, wird zuerst dessen Mittelpunkt O, mithilfe der Neusis-Konstruktion nach David Johnson Leisk (Beschreibung siehe Bei gegebener Seitenlänge) bestimmt. Hierzu wählt man die Länge b der Strecke AB deutlich kleiner, als die zu erwartende Seitenlänge a des gesuchten Siebenecks.
Nach dem Generieren des Mittelpunktes O, kann mithilfe des gegebenen Radius R der Umkreis eingezeichnet werden. Es bedarf nun nur noch zweier Halbgeraden vom Mittelpunkt O durch den Punkt A bzw. B bis zum Umkreis. Anhand der sogenannten zentrischen Streckung ergibt sich dabei die Strecke A'B' als Seitenlänge a des gesuchten Siebenecks.
Abschließend werden mit der Seitenlänge a die restlichen fünf Eckpunkte des Siebenecks festgelegt und die benachbarten Eckpunkte miteinander verbunden. Somit entsteht das regelmäßige Siebeneck A'B'CDE'FG.

### Mithilfe der Sinuskurve
→ Hauptartikel: Sinus und Kosinus

Siebeneck mithilfe der Sinuskurve

Hung Tao Sheng veröffentlichte im Jahr 1969 eine Methode die zur n-Teilung eines beliebigen Winkels die Sinuskurve verwendet.
Konstruktionsbeschreibung für nebenstehende Darstellung
- Zeichne um den Mittelpunkt O den Umkreis mit Radius 1 [LE][9] und bestimme die beiden Halbachsen OA bzw. OB.
- Verlängere die Strecke OA über A hinaus.
- Trage die Sinuskurve mittels Schablone oder mit einer sogenannten Dynamische-Geometrie-Software (DGS) ein, der Schnittpunkt mit der Verlängerung ist die Kreiszahl {\displaystyle \pi }.
- Halbiere den Abstand |O{\displaystyle \pi }| in {\displaystyle {\tfrac {\pi }{2}}}.
- Der Mittelpunktswinkel des Siebenecks ergibt sich aus {\displaystyle \mu ={\tfrac {360^{\circ }}{7}},} aber die Sinuskurve unterteilt in diesem Fall die Winkel ab > 0 bis ≤ 90° in gleich große Winkel. Daraus folgt, ein Siebtel des Abstandes {\displaystyle |{\tfrac {\pi }{2}}\;\pi |} kann nur ein Siebtel des Winkels 90° erzielen. Deshalb wird wegen der Berechnung des Mittelpunktswinkels {\displaystyle \mu } aus dem Umkreis mit seinen 360° das Vierfache eines Siebtels, d. h. der Teilungspunkt 4 des Abstandes {\displaystyle |{\tfrac {\pi }{2}}\;\pi |} zur Konstruktion des Mittelpunktswinkels {\displaystyle \mu } genutzt.
- Teile den Abstand {\displaystyle |{\tfrac {\pi }{2}}\;\pi |} unter Verwendung des ersten Strahlensatzes so, dass |C{\displaystyle \pi }| ein Viertel von {\displaystyle |{\tfrac {\pi }{2}}\;\pi |} beträgt.
- Übertrage den Punkt C auf die Sinuskurve, dabei ergibt sich der Schnittpunkt D.
- Ziehe eine Parallele zu OC ab D mit dem Schnittpunkt E auf dem Umkreis; der Winkel AOE ist der gesuchte Mittelpunktswinkel {\displaystyle \mu } des werdenden Siebenecks.
- Verbinde A mit E, somit ist |AE| die erste Seitenlänge des Siebenecks.
- Trage die Seitenlänge |AE| fünfmal gegen den Uhrzeigersinn auf den Umkreis ab und verbinde die Eckpunkte zu einem regelmäßigen Siebeneck.

## Regelmäßige überschlagene Siebenecke
Ein regelmäßiges überschlagenes Siebeneck ergibt sich, wenn beim Verbinden der sieben Eckpunkte jedes Mal mindestens einer übersprungen wird und die somit erzeugten Sehnen gleich lang sind. Notiert werden solche regelmäßigen Sterne mit Schläfli-Symbolen {\displaystyle \left\{n/k\right\}}, wobei {\displaystyle n} die Anzahl der Eckpunkte angibt und jeder {\displaystyle k}-te Punkt verbunden wird.
In der folgenden Galerie sind die zwei möglichen regelmäßigen Siebenstrahlsterne, auch Heptagramme genannt, dargestellt.

Regelmäßige Siebenstrahlsterne

- {\displaystyle \left\{7/2\right\}{,}\ \left\{7/5\right\}}
- {\displaystyle \left\{7/3\right\}{,}\ \left\{7/4\right\}}

## Vorkommen

### Architektur
In der Architektur findet das Siebeneck eher selten Verwendung – z. B. im Grundriss der mittelalterlichen Kirche Notre-Dame de l’Assomption (12. Jhdt.) im südfranzösischen Ort Rieux-Minervois. Der Konzertsaal „Hegelsaal“ im Kultur- und Kongresszentrum Liederhalle in Stuttgart hat ebenso wie seine Glaskuppel einen Grundriss in Form eines regelmäßigen Siebenecks.
Weitere Beispiele sind der Glockenturm der Kirche Maria am Gestade in Wien, das Schiff der Dorfkirche Ketzür, die Afrikakapelle bei Tholey, das Baptisterium zur Heiligen Dreifaltigkeit im kroatischen Rovinj (12. Jhdt.), die Herz-Jesu-Kirche (Ingolstadt), das Kriegerdenkmal bei Thalfang/Hunsrück oder der Siegfriedbrunnen (1913) in Worms.

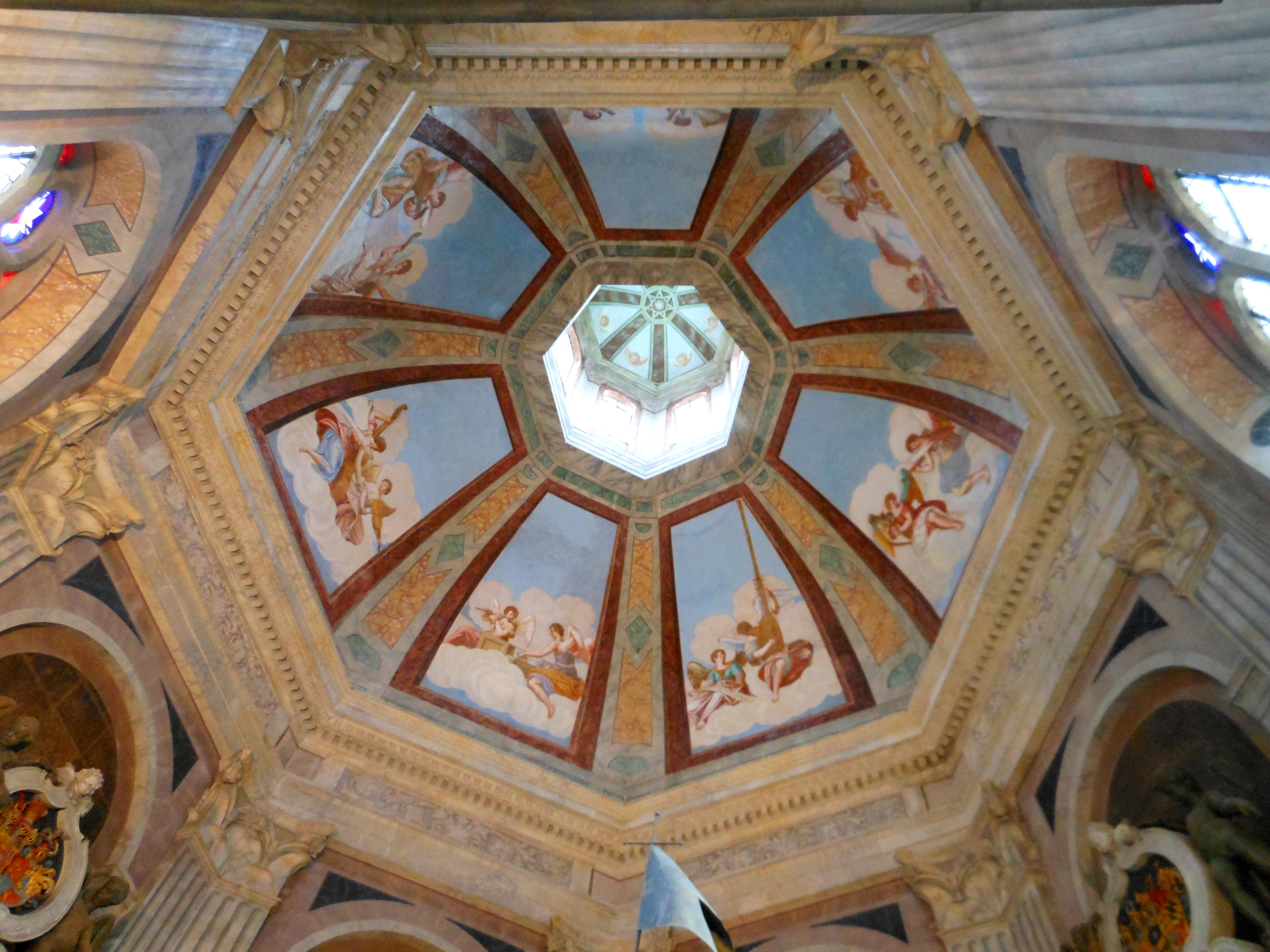
Fürstliches Mausoleum (Stadthagen), siebeneckiger Zentralbau, Blick in die Kuppel (Quelle: WP)
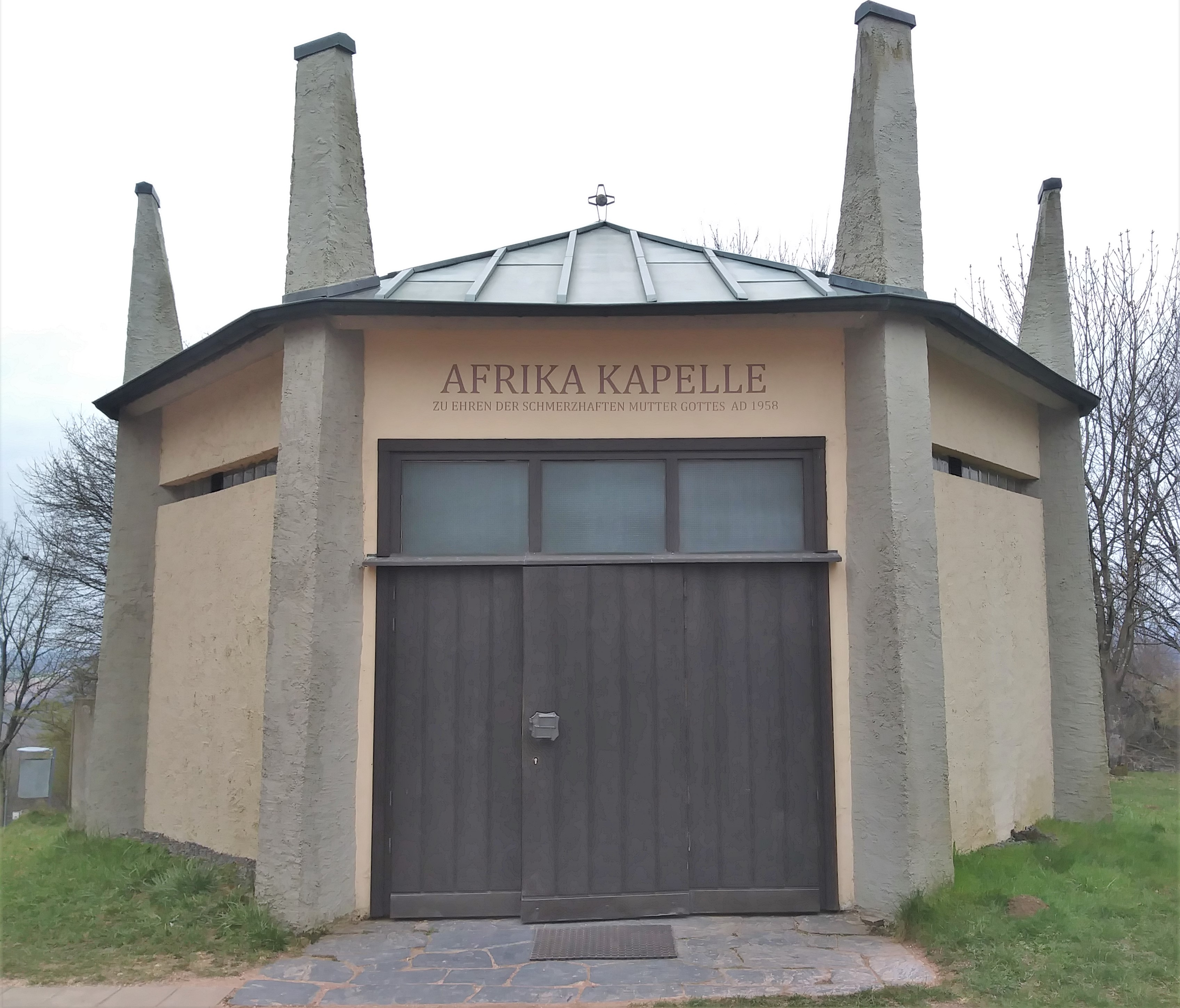
Afrikakapelle bei Tholey/Saarland
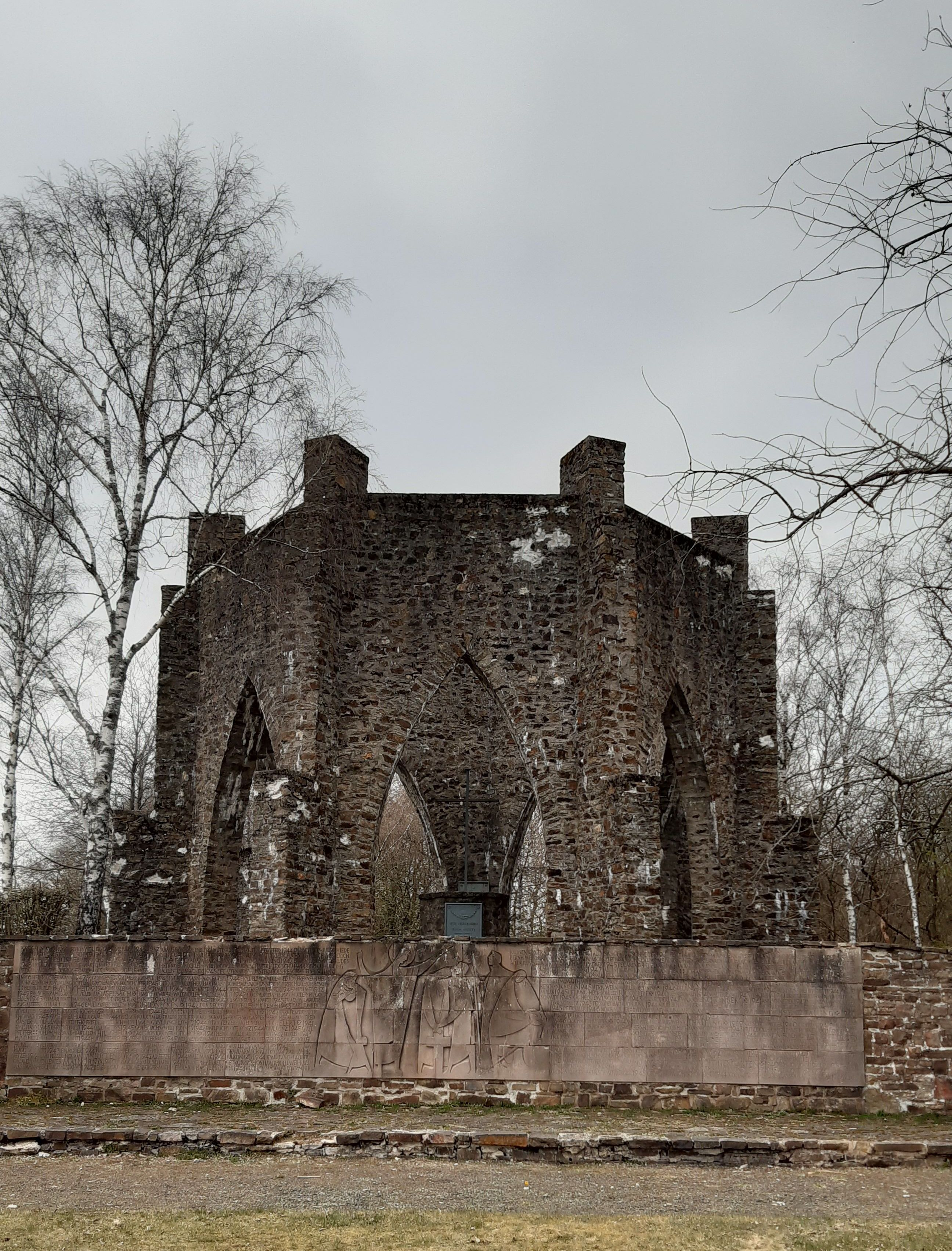
Kriegerdenkmal bei Thalfang/Hunsrück

### Biologie

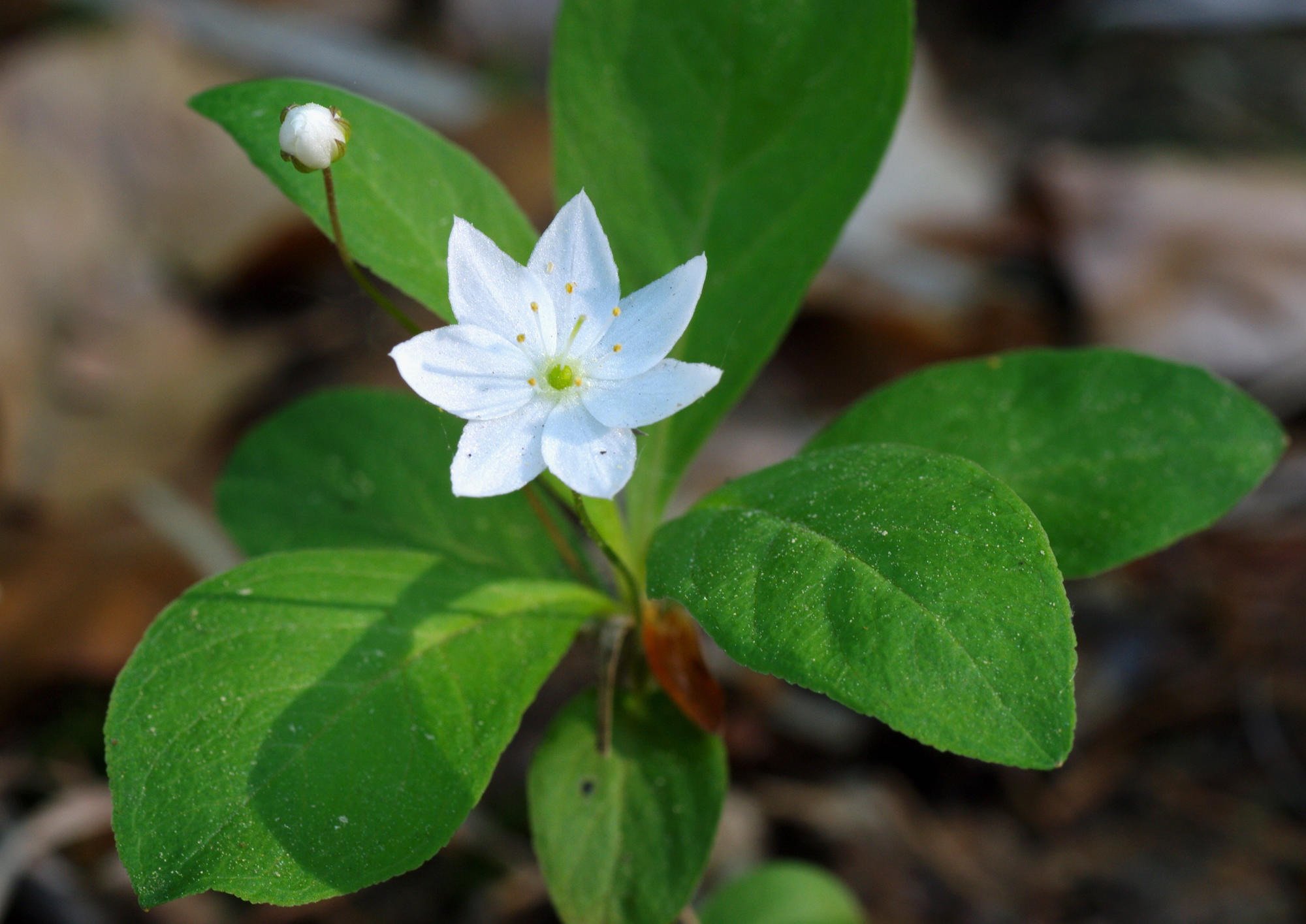
Der Siebenstern (Trientalis europaea) zeigt eine siebenstrahlige Blüte:
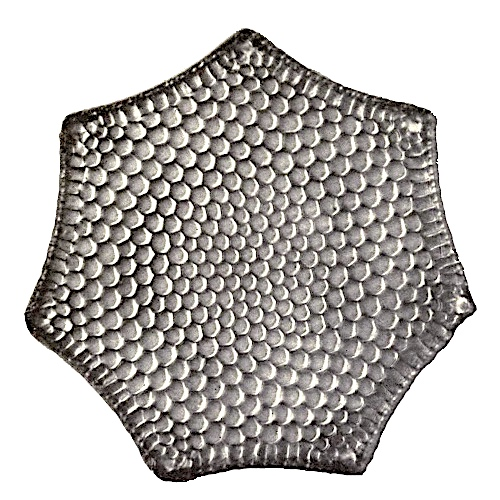
Die Kieselalge Triceratium favus var. septangulatum besitzt eine im Querschnitt siebeneckige Frustel.

### Sonstiges
- Münzen

ε-Caprolactam

  - Das 20-Eurocent-Stück hat sieben Einkerbungen, um Blinden die Unterscheidung von anderen Münzen zu erleichtern, ähnlich der (Spanische Blume).
  - Die alte spanische 200-Peseten-Münze zeigt auf beiden Seiten ein Siebeneck.
  - Ebenso haben die britischen 20-Pence- und 50-Pence-Stücke eine siebeneckige Form.
- Die Diagonalen des regelmäßigen Siebenecks bilden das Heptagramm (siebenzackiger Stern), das als Symbol in der Esoterik populär ist.
- Sternmotoren wurden meistens als 5-, 7- oder 9-Zylinder gebaut.
- Es gibt Fullerene (Kohlenstoffmoleküle), die siebeneckige Unterstrukturen aufweisen;[10] die chemische Verbindung Azulen sowie die Stoffgruppen der Tropolone, Benzodiazepine und weitere cyclische Verbindungen enthalten Siebenringe.
- Caprolactam, ein jährlich im Megatonnen-Maßstab produzierter Ausgangsstoff für Perlon.